# Ондулятор

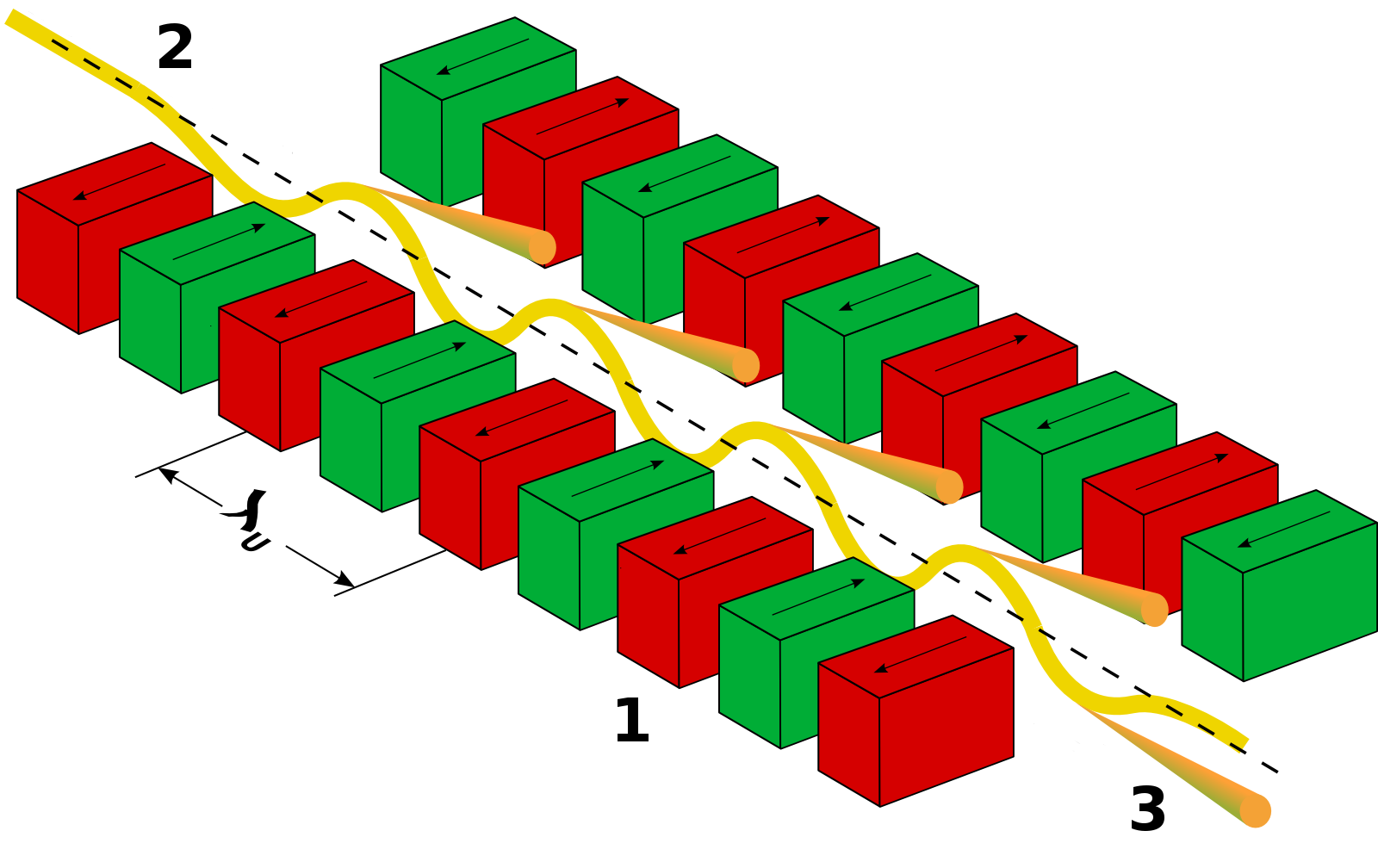
Схематична ілюстрація принципу дії ондулятора

Ондуля́тор (від фр. onde — хвиля) — пристрій, призначений для створення змінного в просторі магнітного поля, що використовується в прискорювачах заряджених частинок та накопичувальних кільцях.
Ондулятор складається із послідовності парних магнітів, в якій південні й північні полюси чергуються. Пролітаючи в проміжку між магнітами заряджена частинка відхиляється від прямолінійної траєкторії завдяки силі Лоренца й здійснює синусоподібний рух в перпендикулярній площині. При такому русі виникає синхротронне випромінювання.
Для характеристики ондуляторів застосовують безрозмірний параметр
{\displaystyle K={\frac {eB\lambda _{u}}{2\pi \beta mc}}},
де {\displaystyle e} — електричний заряд частинки, {\displaystyle m} — її маса, {\displaystyle B} — магнітна індукція, {\displaystyle \lambda _{u}} — період ондулятора, {\displaystyle \beta =v/c}, {\displaystyle v} — швидкість частинки й {\displaystyle c} — швидкість світла.
При {\displaystyle K\gg 1} відхилення частинки від прямолінійної траєкторії значні. Сконструйовані для роботи в цьому режимі ондулятори називають вігглерами. Синхротронне випромінювання у вігглерах втрачає когерентність, властиву ондуляторам з малими {\displaystyle K}.